# 石原田啓太
石原田 啓太（いしはらだ けいた、1982年9月30日 - ）は、鹿児島県出身の元サッカー選手、サッカー指導者。

## 来歴
鹿児島県の国分高等学校から、JAPANサッカーカレッジへ進学。その後は指導者として、豊栄ジュニアユース、鹿児島県立国分高校、大隅NIFSジュニアユース、ロアッソ熊本アカデミーコーチを務める。
2015年よりロアッソ熊本のテクニカルスタッフに就任した。
2018年にはロアッソ熊本のトップチームコーチに転任した。
2018年12月13日、カマタマーレ讃岐のヘッドコーチに就任。
2021年2月5日、関東学院大学サッカー部のコーチ兼アナリストに就任。
2022年1月13日、カマタマーレ讃岐にコーチとして復帰した。
2024年12月27日、AC長野パルセイロのヘッドコーチに就任。

## 所属クラブ
- 鹿児島県立国分高等学校
- JAPANサッカーカレッジ

## 指導歴
- 2004年4月 - 2005年3月 豊栄ジュニアユース コーチ
- 2005年4月 - 2006年3月 鹿児島県立国分高等学校サッカー部 コーチ
- 2006年4月 - 2006年9月 大隅NIFSジュニアユース コーチ
- 2006年9月 - 2018年 ロアッソ熊本
  - 2006年9月 - 2014年 アカデミーコーチ
  - 2015年 - 2017年 トップチーム テクニカルスタッフ
  - 2018年 トップチーム コーチ
- 2019年 カマタマーレ讃岐 ヘッドコーチ
- 2021年 関東学院大学サッカー部 コーチ兼アナリスト
- 2022年 - 2024年 カマタマーレ讃岐 コーチ
- 2025年 - AC長野パルセイロ ヘッドコーチ